# Cabrellus minutus
Cabrellus minutus är en insektsart som beskrevs av Alexander Fyodorovich Emeljanov 1964. Cabrellus minutus ingår i släktet Cabrellus och familjen dvärgstritar. Inga underarter finns listade i Catalogue of Life.